# Шах-султанија (ћерка Бајазита II)
Шах султанија је била ћерка Бајазита II.

## Биографија
Њена мајка је била Булбул-хатун. Удата је за Насух-бега  1489. године , намесника Александрије. Након удаје, напустила је престоницу и пошла је у Египат. Са Насух-бегом је имала ћерку Исмихан. Током брака свуда је пратила свог супруга са којим се посветила хуманитарном раду. Током брака, Насух-бег је био касније намесник Ташелија, Скадра и Силистре. Поседовала је неколико имања у Диметоци која је посветила у добротворне сврхе. Провела је већину живота ван престонице. Забележено је да су 1503. године живели у Никопољу.
Познато је да је имала добар однос са својим оцем и да је изградила своју џамију 1506. године. 
Када је умрла 1554. године, сахрањена је поред своје сестре Хатиџе у њеном маузолеју у Бурси. 